# Galovac (Zadar)
Pour les articles homonymes, voir Galovac.
Galovac est un village et une municipalité située dans le comitat de Zadar, en Croatie. Au recensement de 2001, la municipalité comptait 1 190 habitants, dont 99,08 % de Croates ; en 2001, la municipalité et le village étaient confondus.

## Localités
La municipalité de Galovac ne compte qu'une seule localité, le village éponyme de Galovac.